# Fevzipaşa, Reyhanlı
Fevzipaşa là một xã thuộc huyện Reyhanlı, tỉnh Hatay, Thổ Nhĩ Kỳ. Dân số thời điểm năm 2011 là 545 người.